# Richard Addinsell
Richard Addinsell (ur. 13 stycznia 1904 w Londynie, zm. 15 listopada 1977 tamże, w dzielnicy Chelsea) – brytyjski kompozytor. Zajmował się głównie tworzeniem muzyki dla potrzeb filmu i teatru.

## Życiorys
Podstawową edukację zdobywał w domu, następnie studiował w Oksfordzie oraz w Royal College of Music. Szkół tych jednak ostatecznie nie ukończył. Zaczął komponować w wieku 21 lat. Większość jego prac pochodzących sprzed 1950 roku nie zachowała się.
Jego najpopularniejszym utworem jest Koncert warszawski (ang. Warsaw Concerto) na fortepian i orkiestrę, skomponowany w 1941 roku do filmu Niebezpieczne światło księżyca (ang. Dangerous Moonlight).
Kompozytor zawarł w nim motywy oparte na muzyce Fryderyka Chopina. Utwór zyskał ogromną popularność; do tej pory dokonano przeszło 100 jego nagrań. Od premiery filmu w 1941 do kwietnia 1944 w Wielkiej Brytanii sprzedano łącznie ponad 800 000 egzemplarzy płyt oraz wydania nut. W kwietniu 1944 Richard Addinsell został odznaczony przez premiera Stanisława Mikołajczyka Srebrnym Krzyżem Zasługi.

## Filmografia
- 1936 – The Amateur Gentleman
- 1937 – Wyspa w płomieniach
- 1939 – Żegnaj, Chips
- 1940 – Gasnący płomień
- 1941 – Niebezpieczne światło księżyca
- 1945 – Seans
- 1949 – Pod znakiem Koziorożca
- 1949 – Namiętni przyjaciele
- 1950 – Czarna róża
- 1954 – Piękny Brummel
- 1957 – Książę i aktoreczka
- 1958 - Opowieść o dwóch miastach
- 1960 – Macbeth
- 1961 – Rzymska wiosna pani Stone
- 1962 – Walc torreadorów
- 1962 – Wojenny kochanek